# 来福大酒店
《来福大酒店》是2024年上映的中国大陆爱情剧情片，由韩三平监制，《骗爱天团》《哀乐女子天团》的导演刘博文执导，刘博文与姚冠辰共同编剧，黄轩、柳岩领衔主演，刘洋、张哲华主演，董宝石特别出演，于2024年6月28日在中国大陆正式上映。

## 剧情概要
影片围绕一家名为“来福大酒店”的特殊旅馆展开，这里不仅提供住宿，更是一个病友之家，为病患和他们的家属提供了一个可以陪看病、替取药、帮问诊的温馨港湾。在这里，一群与命运抗争的陌生人相遇，彼此间发生了一系列温暖而治愈的故事。
一个出狱后对生活和未来感到彷徨的年轻人李清让（黄轩 饰），为了筹集父亲的医疗费，被迫接受卧底任务，潜入名为来福大酒店的特殊旅馆，意图通过破坏酒店的经营来迫使店主马小琳（柳岩 饰）同意拆迁。然而，在与旅馆人员和病友的朝夕相处中，李清让被这里充满爱和希望的氛围深深打动，内心开始挣扎。最终，他选择站在旅馆和病友一边，反对拆迁，并成功保卫了来福大酒店。在此过程中，李清让不仅找到了生活的方向，也实现了自我救赎。

## 演员阵容
- 黄轩 饰演 李清让，
- 柳岩 饰演 马小琳，来福大酒店老板娘。
- 刘洋 饰演 辣椒
- 张哲华 饰演 河北
- 王红梅 饰演 孙秀梅
- 任洛敏
- 徐小飒
- 王飞
- 节冰
- 郭宵宁
- 葛四（友情出演）
- 董宝石 饰演 王达基，因优越的地理位置而盯上来福大酒店的黑心商家。（特别出演）
- 李晓川（特邀出演）

## 制作
该片于2023年8月6日宣布开始主体拍摄，同年10月16日宣布杀青。

## 发行
该片原定2024年6月8日上映，6月5日宣布撤出端午档，改至6月28日上映。影片正式上映前，剧组分别在北京、杭州、合肥等地举行超前观影活动，6月8日、6月11-16日进行全国点映。